# سيرجيو منديز
سيرجيو منديز (بالإسبانية: Sergio Méndez) (14 فبراير 1942 في السلفادور - 1978 في السلفادور) هو لاعب كرة قدم سلفادوري في مركز الوسط، شارك في كأس العالم 1970 والألعاب الأولمبية الصيفية 1968. وشارك مع منتخب السلفادور لكرة القدم. أما مع النوادي، فقد لعب مع أتلتيكو مارته ‏ ونادي أكويلا.

## وصلات خارجية
- سيرجيو منديز على موقع الاتحاد الدولي (مؤرشف)  (الإنجليزية)
- سيرجيو منديز على موقع قاعدة بيانات كرة القدم.إي يو (الإنجليزية)
- سيرجيو منديز على موقع ناشيونال فوتبول تيمز (الإنجليزية)
- سيرجيو منديز على موقع Soccerway.com (الإنجليزية)
- سيرجيو منديز على موقع عالم كرة القدم.نت (الإنجليزية)
- سيرجيو منديز على موقع اللجنة الأولمبية الدولية (الإنجليزية)
- سيرجيو منديز على موقع أوليمبيديا (الإنجليزية)